# Dussmann

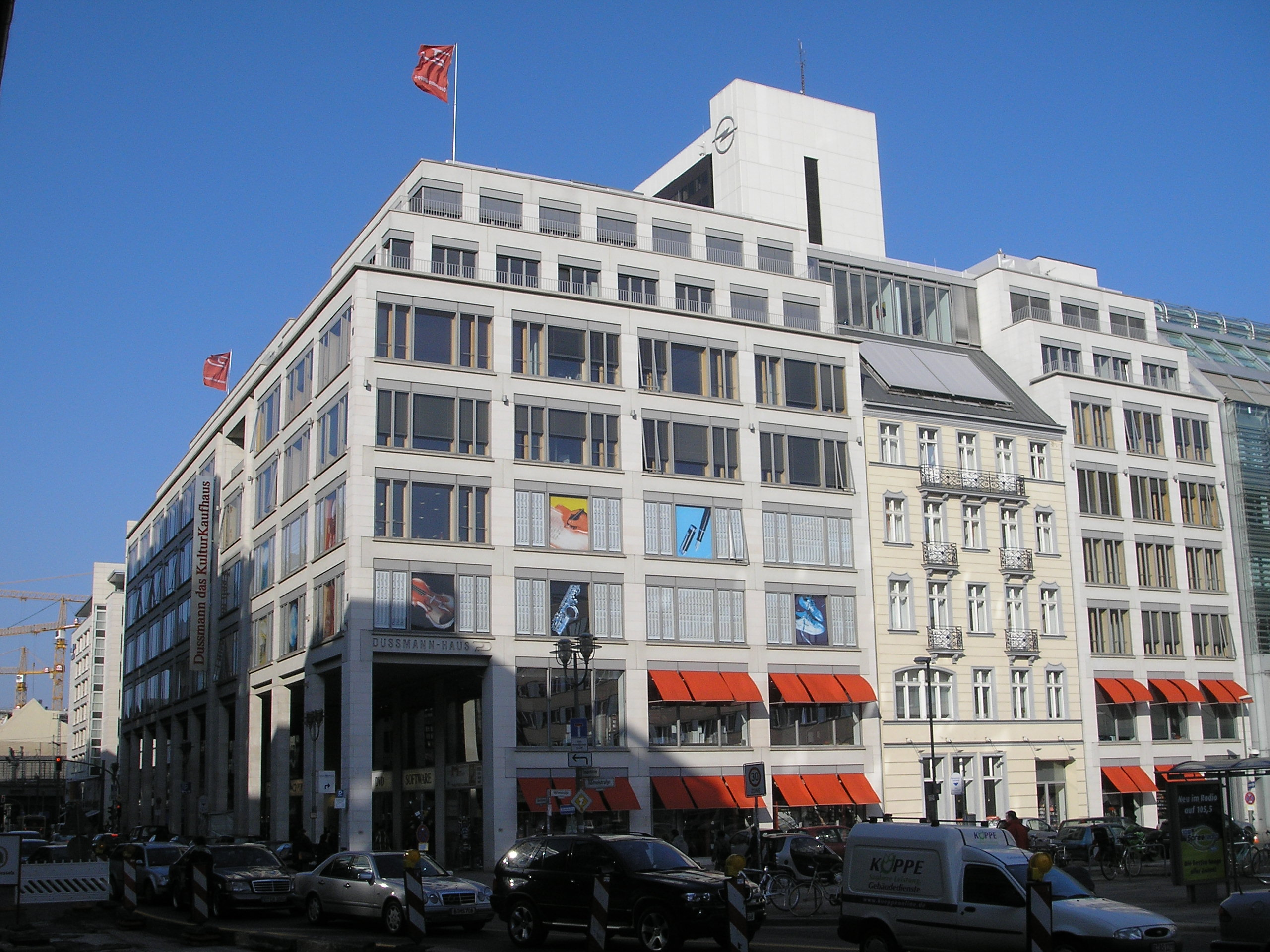
Kulturkaufhaus.

Dussmann (Dussmann AG & Co. KGaA) är ett tyskt företag inom tjänstesektorn med flera olika verksamhetsområden: bok-, musik- och multimediahandel, fastighetsskötesel, kontorsservice, städ, seniorhem och catering är några av dem. Dussmann är känt för sitt Kulturkaufhaus (Dussmann das KulturKaufhaus) i Berlin där även huvudkontoret ligger.
Företaget grundades 1963 av Peter Dussmann och hade då 10 medarbetare. Man sysslade då med rengöring av ungkarlslägenheter och expanderade sedan inom städ- och servicebranschen. 1968 etablerade man sig utomlands och 1978 följde etableringen i USA. Från 1990 etablerade man sig i forna Östtyskland och Östeuropa. 1994 flyttade man huvudkontoret från München till Berlin och 1997 följde öppnandet av Kulturkaufhaus. Bland kunderna återfinns bl.a. sjukhus som Charité, Tysklands förbundsdag och Infineon. Dussmann har 50 000 anställda, omsätter 12 miljarder euro och har verksamheter i 28 länder.